# المهدي زايا
المهدي زايا (مواليد 15 أبريل 1996 في مراكش)، لاعب كرة قدم مغربي يلعب حاليا مع نادي أولمبيك آسفي في مركز الدفاع.

## وصلات خارجية
المهدي زايا على موقع قاعدة بيانات كرة القدم.إي يو (الإنجليزية)